# Fallot-Pentalogie
Die Fallot-Pentalogie (Syn.: Fallotsche Pentalogie; Fallot V) ist Bezeichnung für ein Fehlbildungssyndrom des Herzens, das zusätzlich zu den Fehlbildungen der Fallot-Tetralogie – also Pulmonalstenose, nach rechts verlagerter Aorta, die über den gleichzeitig bestehenden Ventrikelseptumdefekt zu liegen kommt, und einer Rechtsherzhypertrophie – noch mit einem Vorhofseptumdefekt einhergeht. 
Das Häufigkeitsverhältnis von Fallot-Pentalogie und -Tetralogie beträgt in etwa 1:4. Man kann auch sagen, dass die Fallot-Tetralogie in 20 % der Fälle zusätzlich noch einen Vorhofseptumdefekt aufweist.
Die Fehlbildung ist nach Étienne-Louis Arthur Fallot benannt.